# 11-й Каменноостровский мост
11-й Каменноостро́вский мост — автодорожный металлический балочный мост через Большой канал Каменного острова в Петроградском районе Санкт-Петербурга. 

## Расположение
Расположен в створе Большой аллеи. Рядом с мостом располагаются дача Гаусвальд, особняк Фолленвейдера и парк «Тихий отдых».
Выше по течению находится 9-й Каменноостровский мост, ниже — 14-й Каменноостровский мост.
Ближайшая станция метрополитена — «Чёрная речка». 

## Название
Название известно с 1950-х годов, когда были пронумерованы существовавшие мосты Каменного острова и мост стал называться 11-м Каменноостровским.

## История
В 1810-х годах на этом месте был построен деревянный мост, который неоднократно перестраивался и ремонтировался. В 1904 году был построен пятипролётный деревянный балочный мост на деревянных свайных опорах. В 1936—1937 годах при очистке и углублении канала мост был разобран. Существующий мост был построен в 1949—1951 годах по проекту инженера П. В. Андреевского. Строительство моста осуществляло СУ-1 треста «Ленмостострой». В 1975 году произведён капитальный ремонт моста, включавший в себя усиление главных балок дополнительными металлическими листами и замену деревянной конструкции проезжей части на железобетонную с асфальтобетонным покрытием.

## Конструкция
Мост трёхпролётный металлический, балочно-разрезной системы. Пролётное строение состоит из стальных двутавровых балок постоянной высоты (4 балки в поперечном сечении), объединённых поперечными балками. Расстояние между осями главных балок — 2 м. Схема разбивки на пролёты: 5 + 9 + 5 м. Сверху балок устроена монолитная железобетонная плита. 
Устои железобетонные, сборно-монолитные, на свайном основании (сваи 25х25 см, длина 6 м). Промежуточные опоры железобетонные, в поперечном направлении представляют собой 4 стойки-сваи (сваи 25х25 см, длина 8 м), объединённые насадками. Конуса насыпи устоев укреплены бетонной заливкой. Общая длина моста составляет 23,7 м, ширина моста — 7,5 м
Мост предназначен для движения автотранспорта и пешеходов. Проезжая часть включает в себя 2 полосы для движения автотранспорта. Покрытие проезжей части и тротуаров — асфальтобетон. Перильное ограждение металлическое, простого рисунка.